# Грімшоу перекриття
Грімшоу перекриття́ — ідея в шаховій композиції. Суть ідеї — почергове взаємне перекриття двох порізно ходячих фігур: тури і слона.

== Історія ==

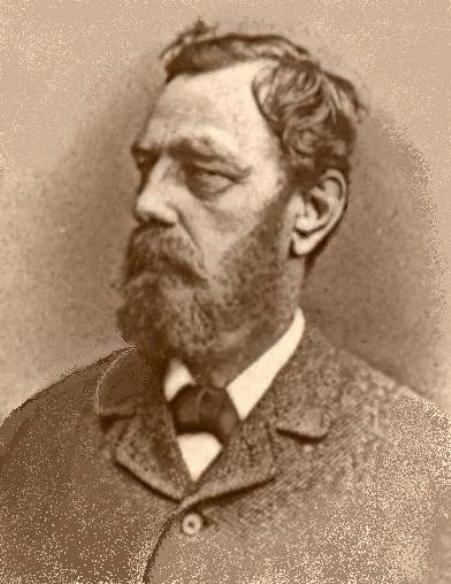
Вальтер Грімшоу

Цей задум був виражений в задачі в 1850 році англійським шаховим композитором Вальтером Грімшоу (12.03.1832 — 27.12.1890), що спричинило активну розробку цієї ідеї.
Тура і слон контролюють стратегічні лінії, які взаємно перетинаються. В одному з тематичних варіантів рішення тура іде на поле перетину цих ліній, в результаті чого тура перекриває слона, який вже не контролює лінію, що й використовується суперником. У другому тематичному варіанті слон іде на це ж поле і перекриває туру, яка втрачає контроль полів по своїй лінії, що також використовується супротивником.
Перекриття тури і слона зустрічається в творах, складених до Вальтера Грімшоу, зокрема встановлено, що у 1844 році Юліус Бреде опублікував задачу з таким задумом, але В. Грімшоу дав поштовх до розробки цієї ідеї, тому вона дістала назву — Грімшоу перекриття. Оскільки в шаховій композиції існує ще й тема Грімшоу, тому не слід плутати назви: тема Грімшоу і Грімшоу перекриття. На тематичному полі перетину ліній не повинно бути жертви фігури, оскільки це вже буде перекриття Новотного. Перекриття Грімшоу є складовою теми Доусона. 
|   | a | b | c | d | e | f | g | h |   |
| 8 | e8 чорна тура · g8 чорна тура · a6 білий слон · d6 білий кінь · b5 білий пішак · d5 чорний король · g5 чорний кінь · b4 білий король · e4 чорний пішак · f4 білий пішак · g4 чорний слон · c3 білий ферзь · f3 чорний пішак · h3 чорний кінь · c2 білий пішак | e8 чорна тура · g8 чорна тура · a6 білий слон · d6 білий кінь · b5 білий пішак · d5 чорний король · g5 чорний кінь · b4 білий король · e4 чорний пішак · f4 білий пішак · g4 чорний слон · c3 білий ферзь · f3 чорний пішак · h3 чорний кінь · c2 білий пішак | e8 чорна тура · g8 чорна тура · a6 білий слон · d6 білий кінь · b5 білий пішак · d5 чорний король · g5 чорний кінь · b4 білий король · e4 чорний пішак · f4 білий пішак · g4 чорний слон · c3 білий ферзь · f3 чорний пішак · h3 чорний кінь · c2 білий пішак | e8 чорна тура · g8 чорна тура · a6 білий слон · d6 білий кінь · b5 білий пішак · d5 чорний король · g5 чорний кінь · b4 білий король · e4 чорний пішак · f4 білий пішак · g4 чорний слон · c3 білий ферзь · f3 чорний пішак · h3 чорний кінь · c2 білий пішак | e8 чорна тура · g8 чорна тура · a6 білий слон · d6 білий кінь · b5 білий пішак · d5 чорний король · g5 чорний кінь · b4 білий король · e4 чорний пішак · f4 білий пішак · g4 чорний слон · c3 білий ферзь · f3 чорний пішак · h3 чорний кінь · c2 білий пішак | e8 чорна тура · g8 чорна тура · a6 білий слон · d6 білий кінь · b5 білий пішак · d5 чорний король · g5 чорний кінь · b4 білий король · e4 чорний пішак · f4 білий пішак · g4 чорний слон · c3 білий ферзь · f3 чорний пішак · h3 чорний кінь · c2 білий пішак | e8 чорна тура · g8 чорна тура · a6 білий слон · d6 білий кінь · b5 білий пішак · d5 чорний король · g5 чорний кінь · b4 білий король · e4 чорний пішак · f4 білий пішак · g4 чорний слон · c3 білий ферзь · f3 чорний пішак · h3 чорний кінь · c2 білий пішак | e8 чорна тура · g8 чорна тура · a6 білий слон · d6 білий кінь · b5 білий пішак · d5 чорний король · g5 чорний кінь · b4 білий король · e4 чорний пішак · f4 білий пішак · g4 чорний слон · c3 білий ферзь · f3 чорний пішак · h3 чорний кінь · c2 білий пішак | 8 |
| 7 | e8 чорна тура · g8 чорна тура · a6 білий слон · d6 білий кінь · b5 білий пішак · d5 чорний король · g5 чорний кінь · b4 білий король · e4 чорний пішак · f4 білий пішак · g4 чорний слон · c3 білий ферзь · f3 чорний пішак · h3 чорний кінь · c2 білий пішак | e8 чорна тура · g8 чорна тура · a6 білий слон · d6 білий кінь · b5 білий пішак · d5 чорний король · g5 чорний кінь · b4 білий король · e4 чорний пішак · f4 білий пішак · g4 чорний слон · c3 білий ферзь · f3 чорний пішак · h3 чорний кінь · c2 білий пішак | e8 чорна тура · g8 чорна тура · a6 білий слон · d6 білий кінь · b5 білий пішак · d5 чорний король · g5 чорний кінь · b4 білий король · e4 чорний пішак · f4 білий пішак · g4 чорний слон · c3 білий ферзь · f3 чорний пішак · h3 чорний кінь · c2 білий пішак | e8 чорна тура · g8 чорна тура · a6 білий слон · d6 білий кінь · b5 білий пішак · d5 чорний король · g5 чорний кінь · b4 білий король · e4 чорний пішак · f4 білий пішак · g4 чорний слон · c3 білий ферзь · f3 чорний пішак · h3 чорний кінь · c2 білий пішак | e8 чорна тура · g8 чорна тура · a6 білий слон · d6 білий кінь · b5 білий пішак · d5 чорний король · g5 чорний кінь · b4 білий король · e4 чорний пішак · f4 білий пішак · g4 чорний слон · c3 білий ферзь · f3 чорний пішак · h3 чорний кінь · c2 білий пішак | e8 чорна тура · g8 чорна тура · a6 білий слон · d6 білий кінь · b5 білий пішак · d5 чорний король · g5 чорний кінь · b4 білий король · e4 чорний пішак · f4 білий пішак · g4 чорний слон · c3 білий ферзь · f3 чорний пішак · h3 чорний кінь · c2 білий пішак | e8 чорна тура · g8 чорна тура · a6 білий слон · d6 білий кінь · b5 білий пішак · d5 чорний король · g5 чорний кінь · b4 білий король · e4 чорний пішак · f4 білий пішак · g4 чорний слон · c3 білий ферзь · f3 чорний пішак · h3 чорний кінь · c2 білий пішак | e8 чорна тура · g8 чорна тура · a6 білий слон · d6 білий кінь · b5 білий пішак · d5 чорний король · g5 чорний кінь · b4 білий король · e4 чорний пішак · f4 білий пішак · g4 чорний слон · c3 білий ферзь · f3 чорний пішак · h3 чорний кінь · c2 білий пішак | 7 |
| 6 | e8 чорна тура · g8 чорна тура · a6 білий слон · d6 білий кінь · b5 білий пішак · d5 чорний король · g5 чорний кінь · b4 білий король · e4 чорний пішак · f4 білий пішак · g4 чорний слон · c3 білий ферзь · f3 чорний пішак · h3 чорний кінь · c2 білий пішак | e8 чорна тура · g8 чорна тура · a6 білий слон · d6 білий кінь · b5 білий пішак · d5 чорний король · g5 чорний кінь · b4 білий король · e4 чорний пішак · f4 білий пішак · g4 чорний слон · c3 білий ферзь · f3 чорний пішак · h3 чорний кінь · c2 білий пішак | e8 чорна тура · g8 чорна тура · a6 білий слон · d6 білий кінь · b5 білий пішак · d5 чорний король · g5 чорний кінь · b4 білий король · e4 чорний пішак · f4 білий пішак · g4 чорний слон · c3 білий ферзь · f3 чорний пішак · h3 чорний кінь · c2 білий пішак | e8 чорна тура · g8 чорна тура · a6 білий слон · d6 білий кінь · b5 білий пішак · d5 чорний король · g5 чорний кінь · b4 білий король · e4 чорний пішак · f4 білий пішак · g4 чорний слон · c3 білий ферзь · f3 чорний пішак · h3 чорний кінь · c2 білий пішак | e8 чорна тура · g8 чорна тура · a6 білий слон · d6 білий кінь · b5 білий пішак · d5 чорний король · g5 чорний кінь · b4 білий король · e4 чорний пішак · f4 білий пішак · g4 чорний слон · c3 білий ферзь · f3 чорний пішак · h3 чорний кінь · c2 білий пішак | e8 чорна тура · g8 чорна тура · a6 білий слон · d6 білий кінь · b5 білий пішак · d5 чорний король · g5 чорний кінь · b4 білий король · e4 чорний пішак · f4 білий пішак · g4 чорний слон · c3 білий ферзь · f3 чорний пішак · h3 чорний кінь · c2 білий пішак | e8 чорна тура · g8 чорна тура · a6 білий слон · d6 білий кінь · b5 білий пішак · d5 чорний король · g5 чорний кінь · b4 білий король · e4 чорний пішак · f4 білий пішак · g4 чорний слон · c3 білий ферзь · f3 чорний пішак · h3 чорний кінь · c2 білий пішак | e8 чорна тура · g8 чорна тура · a6 білий слон · d6 білий кінь · b5 білий пішак · d5 чорний король · g5 чорний кінь · b4 білий король · e4 чорний пішак · f4 білий пішак · g4 чорний слон · c3 білий ферзь · f3 чорний пішак · h3 чорний кінь · c2 білий пішак | 6 |
| 5 | e8 чорна тура · g8 чорна тура · a6 білий слон · d6 білий кінь · b5 білий пішак · d5 чорний король · g5 чорний кінь · b4 білий король · e4 чорний пішак · f4 білий пішак · g4 чорний слон · c3 білий ферзь · f3 чорний пішак · h3 чорний кінь · c2 білий пішак | e8 чорна тура · g8 чорна тура · a6 білий слон · d6 білий кінь · b5 білий пішак · d5 чорний король · g5 чорний кінь · b4 білий король · e4 чорний пішак · f4 білий пішак · g4 чорний слон · c3 білий ферзь · f3 чорний пішак · h3 чорний кінь · c2 білий пішак | e8 чорна тура · g8 чорна тура · a6 білий слон · d6 білий кінь · b5 білий пішак · d5 чорний король · g5 чорний кінь · b4 білий король · e4 чорний пішак · f4 білий пішак · g4 чорний слон · c3 білий ферзь · f3 чорний пішак · h3 чорний кінь · c2 білий пішак | e8 чорна тура · g8 чорна тура · a6 білий слон · d6 білий кінь · b5 білий пішак · d5 чорний король · g5 чорний кінь · b4 білий король · e4 чорний пішак · f4 білий пішак · g4 чорний слон · c3 білий ферзь · f3 чорний пішак · h3 чорний кінь · c2 білий пішак | e8 чорна тура · g8 чорна тура · a6 білий слон · d6 білий кінь · b5 білий пішак · d5 чорний король · g5 чорний кінь · b4 білий король · e4 чорний пішак · f4 білий пішак · g4 чорний слон · c3 білий ферзь · f3 чорний пішак · h3 чорний кінь · c2 білий пішак | e8 чорна тура · g8 чорна тура · a6 білий слон · d6 білий кінь · b5 білий пішак · d5 чорний король · g5 чорний кінь · b4 білий король · e4 чорний пішак · f4 білий пішак · g4 чорний слон · c3 білий ферзь · f3 чорний пішак · h3 чорний кінь · c2 білий пішак | e8 чорна тура · g8 чорна тура · a6 білий слон · d6 білий кінь · b5 білий пішак · d5 чорний король · g5 чорний кінь · b4 білий король · e4 чорний пішак · f4 білий пішак · g4 чорний слон · c3 білий ферзь · f3 чорний пішак · h3 чорний кінь · c2 білий пішак | e8 чорна тура · g8 чорна тура · a6 білий слон · d6 білий кінь · b5 білий пішак · d5 чорний король · g5 чорний кінь · b4 білий король · e4 чорний пішак · f4 білий пішак · g4 чорний слон · c3 білий ферзь · f3 чорний пішак · h3 чорний кінь · c2 білий пішак | 5 |
| 4 | e8 чорна тура · g8 чорна тура · a6 білий слон · d6 білий кінь · b5 білий пішак · d5 чорний король · g5 чорний кінь · b4 білий король · e4 чорний пішак · f4 білий пішак · g4 чорний слон · c3 білий ферзь · f3 чорний пішак · h3 чорний кінь · c2 білий пішак | e8 чорна тура · g8 чорна тура · a6 білий слон · d6 білий кінь · b5 білий пішак · d5 чорний король · g5 чорний кінь · b4 білий король · e4 чорний пішак · f4 білий пішак · g4 чорний слон · c3 білий ферзь · f3 чорний пішак · h3 чорний кінь · c2 білий пішак | e8 чорна тура · g8 чорна тура · a6 білий слон · d6 білий кінь · b5 білий пішак · d5 чорний король · g5 чорний кінь · b4 білий король · e4 чорний пішак · f4 білий пішак · g4 чорний слон · c3 білий ферзь · f3 чорний пішак · h3 чорний кінь · c2 білий пішак | e8 чорна тура · g8 чорна тура · a6 білий слон · d6 білий кінь · b5 білий пішак · d5 чорний король · g5 чорний кінь · b4 білий король · e4 чорний пішак · f4 білий пішак · g4 чорний слон · c3 білий ферзь · f3 чорний пішак · h3 чорний кінь · c2 білий пішак | e8 чорна тура · g8 чорна тура · a6 білий слон · d6 білий кінь · b5 білий пішак · d5 чорний король · g5 чорний кінь · b4 білий король · e4 чорний пішак · f4 білий пішак · g4 чорний слон · c3 білий ферзь · f3 чорний пішак · h3 чорний кінь · c2 білий пішак | e8 чорна тура · g8 чорна тура · a6 білий слон · d6 білий кінь · b5 білий пішак · d5 чорний король · g5 чорний кінь · b4 білий король · e4 чорний пішак · f4 білий пішак · g4 чорний слон · c3 білий ферзь · f3 чорний пішак · h3 чорний кінь · c2 білий пішак | e8 чорна тура · g8 чорна тура · a6 білий слон · d6 білий кінь · b5 білий пішак · d5 чорний король · g5 чорний кінь · b4 білий король · e4 чорний пішак · f4 білий пішак · g4 чорний слон · c3 білий ферзь · f3 чорний пішак · h3 чорний кінь · c2 білий пішак | e8 чорна тура · g8 чорна тура · a6 білий слон · d6 білий кінь · b5 білий пішак · d5 чорний король · g5 чорний кінь · b4 білий король · e4 чорний пішак · f4 білий пішак · g4 чорний слон · c3 білий ферзь · f3 чорний пішак · h3 чорний кінь · c2 білий пішак | 4 |
| 3 | e8 чорна тура · g8 чорна тура · a6 білий слон · d6 білий кінь · b5 білий пішак · d5 чорний король · g5 чорний кінь · b4 білий король · e4 чорний пішак · f4 білий пішак · g4 чорний слон · c3 білий ферзь · f3 чорний пішак · h3 чорний кінь · c2 білий пішак | e8 чорна тура · g8 чорна тура · a6 білий слон · d6 білий кінь · b5 білий пішак · d5 чорний король · g5 чорний кінь · b4 білий король · e4 чорний пішак · f4 білий пішак · g4 чорний слон · c3 білий ферзь · f3 чорний пішак · h3 чорний кінь · c2 білий пішак | e8 чорна тура · g8 чорна тура · a6 білий слон · d6 білий кінь · b5 білий пішак · d5 чорний король · g5 чорний кінь · b4 білий король · e4 чорний пішак · f4 білий пішак · g4 чорний слон · c3 білий ферзь · f3 чорний пішак · h3 чорний кінь · c2 білий пішак | e8 чорна тура · g8 чорна тура · a6 білий слон · d6 білий кінь · b5 білий пішак · d5 чорний король · g5 чорний кінь · b4 білий король · e4 чорний пішак · f4 білий пішак · g4 чорний слон · c3 білий ферзь · f3 чорний пішак · h3 чорний кінь · c2 білий пішак | e8 чорна тура · g8 чорна тура · a6 білий слон · d6 білий кінь · b5 білий пішак · d5 чорний король · g5 чорний кінь · b4 білий король · e4 чорний пішак · f4 білий пішак · g4 чорний слон · c3 білий ферзь · f3 чорний пішак · h3 чорний кінь · c2 білий пішак | e8 чорна тура · g8 чорна тура · a6 білий слон · d6 білий кінь · b5 білий пішак · d5 чорний король · g5 чорний кінь · b4 білий король · e4 чорний пішак · f4 білий пішак · g4 чорний слон · c3 білий ферзь · f3 чорний пішак · h3 чорний кінь · c2 білий пішак | e8 чорна тура · g8 чорна тура · a6 білий слон · d6 білий кінь · b5 білий пішак · d5 чорний король · g5 чорний кінь · b4 білий король · e4 чорний пішак · f4 білий пішак · g4 чорний слон · c3 білий ферзь · f3 чорний пішак · h3 чорний кінь · c2 білий пішак | e8 чорна тура · g8 чорна тура · a6 білий слон · d6 білий кінь · b5 білий пішак · d5 чорний король · g5 чорний кінь · b4 білий король · e4 чорний пішак · f4 білий пішак · g4 чорний слон · c3 білий ферзь · f3 чорний пішак · h3 чорний кінь · c2 білий пішак | 3 |
| 2 | e8 чорна тура · g8 чорна тура · a6 білий слон · d6 білий кінь · b5 білий пішак · d5 чорний король · g5 чорний кінь · b4 білий король · e4 чорний пішак · f4 білий пішак · g4 чорний слон · c3 білий ферзь · f3 чорний пішак · h3 чорний кінь · c2 білий пішак | e8 чорна тура · g8 чорна тура · a6 білий слон · d6 білий кінь · b5 білий пішак · d5 чорний король · g5 чорний кінь · b4 білий король · e4 чорний пішак · f4 білий пішак · g4 чорний слон · c3 білий ферзь · f3 чорний пішак · h3 чорний кінь · c2 білий пішак | e8 чорна тура · g8 чорна тура · a6 білий слон · d6 білий кінь · b5 білий пішак · d5 чорний король · g5 чорний кінь · b4 білий король · e4 чорний пішак · f4 білий пішак · g4 чорний слон · c3 білий ферзь · f3 чорний пішак · h3 чорний кінь · c2 білий пішак | e8 чорна тура · g8 чорна тура · a6 білий слон · d6 білий кінь · b5 білий пішак · d5 чорний король · g5 чорний кінь · b4 білий король · e4 чорний пішак · f4 білий пішак · g4 чорний слон · c3 білий ферзь · f3 чорний пішак · h3 чорний кінь · c2 білий пішак | e8 чорна тура · g8 чорна тура · a6 білий слон · d6 білий кінь · b5 білий пішак · d5 чорний король · g5 чорний кінь · b4 білий король · e4 чорний пішак · f4 білий пішак · g4 чорний слон · c3 білий ферзь · f3 чорний пішак · h3 чорний кінь · c2 білий пішак | e8 чорна тура · g8 чорна тура · a6 білий слон · d6 білий кінь · b5 білий пішак · d5 чорний король · g5 чорний кінь · b4 білий король · e4 чорний пішак · f4 білий пішак · g4 чорний слон · c3 білий ферзь · f3 чорний пішак · h3 чорний кінь · c2 білий пішак | e8 чорна тура · g8 чорна тура · a6 білий слон · d6 білий кінь · b5 білий пішак · d5 чорний король · g5 чорний кінь · b4 білий король · e4 чорний пішак · f4 білий пішак · g4 чорний слон · c3 білий ферзь · f3 чорний пішак · h3 чорний кінь · c2 білий пішак | e8 чорна тура · g8 чорна тура · a6 білий слон · d6 білий кінь · b5 білий пішак · d5 чорний король · g5 чорний кінь · b4 білий король · e4 чорний пішак · f4 білий пішак · g4 чорний слон · c3 білий ферзь · f3 чорний пішак · h3 чорний кінь · c2 білий пішак | 2 |
| 1 | e8 чорна тура · g8 чорна тура · a6 білий слон · d6 білий кінь · b5 білий пішак · d5 чорний король · g5 чорний кінь · b4 білий король · e4 чорний пішак · f4 білий пішак · g4 чорний слон · c3 білий ферзь · f3 чорний пішак · h3 чорний кінь · c2 білий пішак | e8 чорна тура · g8 чорна тура · a6 білий слон · d6 білий кінь · b5 білий пішак · d5 чорний король · g5 чорний кінь · b4 білий король · e4 чорний пішак · f4 білий пішак · g4 чорний слон · c3 білий ферзь · f3 чорний пішак · h3 чорний кінь · c2 білий пішак | e8 чорна тура · g8 чорна тура · a6 білий слон · d6 білий кінь · b5 білий пішак · d5 чорний король · g5 чорний кінь · b4 білий король · e4 чорний пішак · f4 білий пішак · g4 чорний слон · c3 білий ферзь · f3 чорний пішак · h3 чорний кінь · c2 білий пішак | e8 чорна тура · g8 чорна тура · a6 білий слон · d6 білий кінь · b5 білий пішак · d5 чорний король · g5 чорний кінь · b4 білий король · e4 чорний пішак · f4 білий пішак · g4 чорний слон · c3 білий ферзь · f3 чорний пішак · h3 чорний кінь · c2 білий пішак | e8 чорна тура · g8 чорна тура · a6 білий слон · d6 білий кінь · b5 білий пішак · d5 чорний король · g5 чорний кінь · b4 білий король · e4 чорний пішак · f4 білий пішак · g4 чорний слон · c3 білий ферзь · f3 чорний пішак · h3 чорний кінь · c2 білий пішак | e8 чорна тура · g8 чорна тура · a6 білий слон · d6 білий кінь · b5 білий пішак · d5 чорний король · g5 чорний кінь · b4 білий король · e4 чорний пішак · f4 білий пішак · g4 чорний слон · c3 білий ферзь · f3 чорний пішак · h3 чорний кінь · c2 білий пішак | e8 чорна тура · g8 чорна тура · a6 білий слон · d6 білий кінь · b5 білий пішак · d5 чорний король · g5 чорний кінь · b4 білий король · e4 чорний пішак · f4 білий пішак · g4 чорний слон · c3 білий ферзь · f3 чорний пішак · h3 чорний кінь · c2 білий пішак | e8 чорна тура · g8 чорна тура · a6 білий слон · d6 білий кінь · b5 білий пішак · d5 чорний король · g5 чорний кінь · b4 білий король · e4 чорний пішак · f4 білий пішак · g4 чорний слон · c3 білий ферзь · f3 чорний пішак · h3 чорний кінь · c2 білий пішак | 1 |
|   | a | b | c | d | e | f | g | h |   |

FEN: 4r1r1/8/B2N4/1P1k2n1/1K2pPb1/2Q2p1n/2P5/8

1. Bc8 Bxc8 2. Qf6 Re6 3. Qd4+ Kxd4 4. Sf5 Kd5 5. c4#
                     2. ... Be6 3. Qe5#

## Синтез із іншими ідеями
Механізм Грімшоу перекриття може бути використаний для вираження багатьох тем.
|   | a | b | c | d | e | f | g | h |   |
| 8 | f7 білий ферзь · d6 білий пішак · e6 білий кінь · g6 білий пішак · d5 білий пішак · e5 біла тура · h5 чорний слон · c4 чорний пішак · e4 чорний кінь · h4 чорна тура · e3 чорний король · c2 білий пішак · d2 біла тура · e2 чорний пішак · e1 білий король · g1 чорний слон | f7 білий ферзь · d6 білий пішак · e6 білий кінь · g6 білий пішак · d5 білий пішак · e5 біла тура · h5 чорний слон · c4 чорний пішак · e4 чорний кінь · h4 чорна тура · e3 чорний король · c2 білий пішак · d2 біла тура · e2 чорний пішак · e1 білий король · g1 чорний слон | f7 білий ферзь · d6 білий пішак · e6 білий кінь · g6 білий пішак · d5 білий пішак · e5 біла тура · h5 чорний слон · c4 чорний пішак · e4 чорний кінь · h4 чорна тура · e3 чорний король · c2 білий пішак · d2 біла тура · e2 чорний пішак · e1 білий король · g1 чорний слон | f7 білий ферзь · d6 білий пішак · e6 білий кінь · g6 білий пішак · d5 білий пішак · e5 біла тура · h5 чорний слон · c4 чорний пішак · e4 чорний кінь · h4 чорна тура · e3 чорний король · c2 білий пішак · d2 біла тура · e2 чорний пішак · e1 білий король · g1 чорний слон | f7 білий ферзь · d6 білий пішак · e6 білий кінь · g6 білий пішак · d5 білий пішак · e5 біла тура · h5 чорний слон · c4 чорний пішак · e4 чорний кінь · h4 чорна тура · e3 чорний король · c2 білий пішак · d2 біла тура · e2 чорний пішак · e1 білий король · g1 чорний слон | f7 білий ферзь · d6 білий пішак · e6 білий кінь · g6 білий пішак · d5 білий пішак · e5 біла тура · h5 чорний слон · c4 чорний пішак · e4 чорний кінь · h4 чорна тура · e3 чорний король · c2 білий пішак · d2 біла тура · e2 чорний пішак · e1 білий король · g1 чорний слон | f7 білий ферзь · d6 білий пішак · e6 білий кінь · g6 білий пішак · d5 білий пішак · e5 біла тура · h5 чорний слон · c4 чорний пішак · e4 чорний кінь · h4 чорна тура · e3 чорний король · c2 білий пішак · d2 біла тура · e2 чорний пішак · e1 білий король · g1 чорний слон | f7 білий ферзь · d6 білий пішак · e6 білий кінь · g6 білий пішак · d5 білий пішак · e5 біла тура · h5 чорний слон · c4 чорний пішак · e4 чорний кінь · h4 чорна тура · e3 чорний король · c2 білий пішак · d2 біла тура · e2 чорний пішак · e1 білий король · g1 чорний слон | 8 |
| 7 | f7 білий ферзь · d6 білий пішак · e6 білий кінь · g6 білий пішак · d5 білий пішак · e5 біла тура · h5 чорний слон · c4 чорний пішак · e4 чорний кінь · h4 чорна тура · e3 чорний король · c2 білий пішак · d2 біла тура · e2 чорний пішак · e1 білий король · g1 чорний слон | f7 білий ферзь · d6 білий пішак · e6 білий кінь · g6 білий пішак · d5 білий пішак · e5 біла тура · h5 чорний слон · c4 чорний пішак · e4 чорний кінь · h4 чорна тура · e3 чорний король · c2 білий пішак · d2 біла тура · e2 чорний пішак · e1 білий король · g1 чорний слон | f7 білий ферзь · d6 білий пішак · e6 білий кінь · g6 білий пішак · d5 білий пішак · e5 біла тура · h5 чорний слон · c4 чорний пішак · e4 чорний кінь · h4 чорна тура · e3 чорний король · c2 білий пішак · d2 біла тура · e2 чорний пішак · e1 білий король · g1 чорний слон | f7 білий ферзь · d6 білий пішак · e6 білий кінь · g6 білий пішак · d5 білий пішак · e5 біла тура · h5 чорний слон · c4 чорний пішак · e4 чорний кінь · h4 чорна тура · e3 чорний король · c2 білий пішак · d2 біла тура · e2 чорний пішак · e1 білий король · g1 чорний слон | f7 білий ферзь · d6 білий пішак · e6 білий кінь · g6 білий пішак · d5 білий пішак · e5 біла тура · h5 чорний слон · c4 чорний пішак · e4 чорний кінь · h4 чорна тура · e3 чорний король · c2 білий пішак · d2 біла тура · e2 чорний пішак · e1 білий король · g1 чорний слон | f7 білий ферзь · d6 білий пішак · e6 білий кінь · g6 білий пішак · d5 білий пішак · e5 біла тура · h5 чорний слон · c4 чорний пішак · e4 чорний кінь · h4 чорна тура · e3 чорний король · c2 білий пішак · d2 біла тура · e2 чорний пішак · e1 білий король · g1 чорний слон | f7 білий ферзь · d6 білий пішак · e6 білий кінь · g6 білий пішак · d5 білий пішак · e5 біла тура · h5 чорний слон · c4 чорний пішак · e4 чорний кінь · h4 чорна тура · e3 чорний король · c2 білий пішак · d2 біла тура · e2 чорний пішак · e1 білий король · g1 чорний слон | f7 білий ферзь · d6 білий пішак · e6 білий кінь · g6 білий пішак · d5 білий пішак · e5 біла тура · h5 чорний слон · c4 чорний пішак · e4 чорний кінь · h4 чорна тура · e3 чорний король · c2 білий пішак · d2 біла тура · e2 чорний пішак · e1 білий король · g1 чорний слон | 7 |
| 6 | f7 білий ферзь · d6 білий пішак · e6 білий кінь · g6 білий пішак · d5 білий пішак · e5 біла тура · h5 чорний слон · c4 чорний пішак · e4 чорний кінь · h4 чорна тура · e3 чорний король · c2 білий пішак · d2 біла тура · e2 чорний пішак · e1 білий король · g1 чорний слон | f7 білий ферзь · d6 білий пішак · e6 білий кінь · g6 білий пішак · d5 білий пішак · e5 біла тура · h5 чорний слон · c4 чорний пішак · e4 чорний кінь · h4 чорна тура · e3 чорний король · c2 білий пішак · d2 біла тура · e2 чорний пішак · e1 білий король · g1 чорний слон | f7 білий ферзь · d6 білий пішак · e6 білий кінь · g6 білий пішак · d5 білий пішак · e5 біла тура · h5 чорний слон · c4 чорний пішак · e4 чорний кінь · h4 чорна тура · e3 чорний король · c2 білий пішак · d2 біла тура · e2 чорний пішак · e1 білий король · g1 чорний слон | f7 білий ферзь · d6 білий пішак · e6 білий кінь · g6 білий пішак · d5 білий пішак · e5 біла тура · h5 чорний слон · c4 чорний пішак · e4 чорний кінь · h4 чорна тура · e3 чорний король · c2 білий пішак · d2 біла тура · e2 чорний пішак · e1 білий король · g1 чорний слон | f7 білий ферзь · d6 білий пішак · e6 білий кінь · g6 білий пішак · d5 білий пішак · e5 біла тура · h5 чорний слон · c4 чорний пішак · e4 чорний кінь · h4 чорна тура · e3 чорний король · c2 білий пішак · d2 біла тура · e2 чорний пішак · e1 білий король · g1 чорний слон | f7 білий ферзь · d6 білий пішак · e6 білий кінь · g6 білий пішак · d5 білий пішак · e5 біла тура · h5 чорний слон · c4 чорний пішак · e4 чорний кінь · h4 чорна тура · e3 чорний король · c2 білий пішак · d2 біла тура · e2 чорний пішак · e1 білий король · g1 чорний слон | f7 білий ферзь · d6 білий пішак · e6 білий кінь · g6 білий пішак · d5 білий пішак · e5 біла тура · h5 чорний слон · c4 чорний пішак · e4 чорний кінь · h4 чорна тура · e3 чорний король · c2 білий пішак · d2 біла тура · e2 чорний пішак · e1 білий король · g1 чорний слон | f7 білий ферзь · d6 білий пішак · e6 білий кінь · g6 білий пішак · d5 білий пішак · e5 біла тура · h5 чорний слон · c4 чорний пішак · e4 чорний кінь · h4 чорна тура · e3 чорний король · c2 білий пішак · d2 біла тура · e2 чорний пішак · e1 білий король · g1 чорний слон | 6 |
| 5 | f7 білий ферзь · d6 білий пішак · e6 білий кінь · g6 білий пішак · d5 білий пішак · e5 біла тура · h5 чорний слон · c4 чорний пішак · e4 чорний кінь · h4 чорна тура · e3 чорний король · c2 білий пішак · d2 біла тура · e2 чорний пішак · e1 білий король · g1 чорний слон | f7 білий ферзь · d6 білий пішак · e6 білий кінь · g6 білий пішак · d5 білий пішак · e5 біла тура · h5 чорний слон · c4 чорний пішак · e4 чорний кінь · h4 чорна тура · e3 чорний король · c2 білий пішак · d2 біла тура · e2 чорний пішак · e1 білий король · g1 чорний слон | f7 білий ферзь · d6 білий пішак · e6 білий кінь · g6 білий пішак · d5 білий пішак · e5 біла тура · h5 чорний слон · c4 чорний пішак · e4 чорний кінь · h4 чорна тура · e3 чорний король · c2 білий пішак · d2 біла тура · e2 чорний пішак · e1 білий король · g1 чорний слон | f7 білий ферзь · d6 білий пішак · e6 білий кінь · g6 білий пішак · d5 білий пішак · e5 біла тура · h5 чорний слон · c4 чорний пішак · e4 чорний кінь · h4 чорна тура · e3 чорний король · c2 білий пішак · d2 біла тура · e2 чорний пішак · e1 білий король · g1 чорний слон | f7 білий ферзь · d6 білий пішак · e6 білий кінь · g6 білий пішак · d5 білий пішак · e5 біла тура · h5 чорний слон · c4 чорний пішак · e4 чорний кінь · h4 чорна тура · e3 чорний король · c2 білий пішак · d2 біла тура · e2 чорний пішак · e1 білий король · g1 чорний слон | f7 білий ферзь · d6 білий пішак · e6 білий кінь · g6 білий пішак · d5 білий пішак · e5 біла тура · h5 чорний слон · c4 чорний пішак · e4 чорний кінь · h4 чорна тура · e3 чорний король · c2 білий пішак · d2 біла тура · e2 чорний пішак · e1 білий король · g1 чорний слон | f7 білий ферзь · d6 білий пішак · e6 білий кінь · g6 білий пішак · d5 білий пішак · e5 біла тура · h5 чорний слон · c4 чорний пішак · e4 чорний кінь · h4 чорна тура · e3 чорний король · c2 білий пішак · d2 біла тура · e2 чорний пішак · e1 білий король · g1 чорний слон | f7 білий ферзь · d6 білий пішак · e6 білий кінь · g6 білий пішак · d5 білий пішак · e5 біла тура · h5 чорний слон · c4 чорний пішак · e4 чорний кінь · h4 чорна тура · e3 чорний король · c2 білий пішак · d2 біла тура · e2 чорний пішак · e1 білий король · g1 чорний слон | 5 |
| 4 | f7 білий ферзь · d6 білий пішак · e6 білий кінь · g6 білий пішак · d5 білий пішак · e5 біла тура · h5 чорний слон · c4 чорний пішак · e4 чорний кінь · h4 чорна тура · e3 чорний король · c2 білий пішак · d2 біла тура · e2 чорний пішак · e1 білий король · g1 чорний слон | f7 білий ферзь · d6 білий пішак · e6 білий кінь · g6 білий пішак · d5 білий пішак · e5 біла тура · h5 чорний слон · c4 чорний пішак · e4 чорний кінь · h4 чорна тура · e3 чорний король · c2 білий пішак · d2 біла тура · e2 чорний пішак · e1 білий король · g1 чорний слон | f7 білий ферзь · d6 білий пішак · e6 білий кінь · g6 білий пішак · d5 білий пішак · e5 біла тура · h5 чорний слон · c4 чорний пішак · e4 чорний кінь · h4 чорна тура · e3 чорний король · c2 білий пішак · d2 біла тура · e2 чорний пішак · e1 білий король · g1 чорний слон | f7 білий ферзь · d6 білий пішак · e6 білий кінь · g6 білий пішак · d5 білий пішак · e5 біла тура · h5 чорний слон · c4 чорний пішак · e4 чорний кінь · h4 чорна тура · e3 чорний король · c2 білий пішак · d2 біла тура · e2 чорний пішак · e1 білий король · g1 чорний слон | f7 білий ферзь · d6 білий пішак · e6 білий кінь · g6 білий пішак · d5 білий пішак · e5 біла тура · h5 чорний слон · c4 чорний пішак · e4 чорний кінь · h4 чорна тура · e3 чорний король · c2 білий пішак · d2 біла тура · e2 чорний пішак · e1 білий король · g1 чорний слон | f7 білий ферзь · d6 білий пішак · e6 білий кінь · g6 білий пішак · d5 білий пішак · e5 біла тура · h5 чорний слон · c4 чорний пішак · e4 чорний кінь · h4 чорна тура · e3 чорний король · c2 білий пішак · d2 біла тура · e2 чорний пішак · e1 білий король · g1 чорний слон | f7 білий ферзь · d6 білий пішак · e6 білий кінь · g6 білий пішак · d5 білий пішак · e5 біла тура · h5 чорний слон · c4 чорний пішак · e4 чорний кінь · h4 чорна тура · e3 чорний король · c2 білий пішак · d2 біла тура · e2 чорний пішак · e1 білий король · g1 чорний слон | f7 білий ферзь · d6 білий пішак · e6 білий кінь · g6 білий пішак · d5 білий пішак · e5 біла тура · h5 чорний слон · c4 чорний пішак · e4 чорний кінь · h4 чорна тура · e3 чорний король · c2 білий пішак · d2 біла тура · e2 чорний пішак · e1 білий король · g1 чорний слон | 4 |
| 3 | f7 білий ферзь · d6 білий пішак · e6 білий кінь · g6 білий пішак · d5 білий пішак · e5 біла тура · h5 чорний слон · c4 чорний пішак · e4 чорний кінь · h4 чорна тура · e3 чорний король · c2 білий пішак · d2 біла тура · e2 чорний пішак · e1 білий король · g1 чорний слон | f7 білий ферзь · d6 білий пішак · e6 білий кінь · g6 білий пішак · d5 білий пішак · e5 біла тура · h5 чорний слон · c4 чорний пішак · e4 чорний кінь · h4 чорна тура · e3 чорний король · c2 білий пішак · d2 біла тура · e2 чорний пішак · e1 білий король · g1 чорний слон | f7 білий ферзь · d6 білий пішак · e6 білий кінь · g6 білий пішак · d5 білий пішак · e5 біла тура · h5 чорний слон · c4 чорний пішак · e4 чорний кінь · h4 чорна тура · e3 чорний король · c2 білий пішак · d2 біла тура · e2 чорний пішак · e1 білий король · g1 чорний слон | f7 білий ферзь · d6 білий пішак · e6 білий кінь · g6 білий пішак · d5 білий пішак · e5 біла тура · h5 чорний слон · c4 чорний пішак · e4 чорний кінь · h4 чорна тура · e3 чорний король · c2 білий пішак · d2 біла тура · e2 чорний пішак · e1 білий король · g1 чорний слон | f7 білий ферзь · d6 білий пішак · e6 білий кінь · g6 білий пішак · d5 білий пішак · e5 біла тура · h5 чорний слон · c4 чорний пішак · e4 чорний кінь · h4 чорна тура · e3 чорний король · c2 білий пішак · d2 біла тура · e2 чорний пішак · e1 білий король · g1 чорний слон | f7 білий ферзь · d6 білий пішак · e6 білий кінь · g6 білий пішак · d5 білий пішак · e5 біла тура · h5 чорний слон · c4 чорний пішак · e4 чорний кінь · h4 чорна тура · e3 чорний король · c2 білий пішак · d2 біла тура · e2 чорний пішак · e1 білий король · g1 чорний слон | f7 білий ферзь · d6 білий пішак · e6 білий кінь · g6 білий пішак · d5 білий пішак · e5 біла тура · h5 чорний слон · c4 чорний пішак · e4 чорний кінь · h4 чорна тура · e3 чорний король · c2 білий пішак · d2 біла тура · e2 чорний пішак · e1 білий король · g1 чорний слон | f7 білий ферзь · d6 білий пішак · e6 білий кінь · g6 білий пішак · d5 білий пішак · e5 біла тура · h5 чорний слон · c4 чорний пішак · e4 чорний кінь · h4 чорна тура · e3 чорний король · c2 білий пішак · d2 біла тура · e2 чорний пішак · e1 білий король · g1 чорний слон | 3 |
| 2 | f7 білий ферзь · d6 білий пішак · e6 білий кінь · g6 білий пішак · d5 білий пішак · e5 біла тура · h5 чорний слон · c4 чорний пішак · e4 чорний кінь · h4 чорна тура · e3 чорний король · c2 білий пішак · d2 біла тура · e2 чорний пішак · e1 білий король · g1 чорний слон | f7 білий ферзь · d6 білий пішак · e6 білий кінь · g6 білий пішак · d5 білий пішак · e5 біла тура · h5 чорний слон · c4 чорний пішак · e4 чорний кінь · h4 чорна тура · e3 чорний король · c2 білий пішак · d2 біла тура · e2 чорний пішак · e1 білий король · g1 чорний слон | f7 білий ферзь · d6 білий пішак · e6 білий кінь · g6 білий пішак · d5 білий пішак · e5 біла тура · h5 чорний слон · c4 чорний пішак · e4 чорний кінь · h4 чорна тура · e3 чорний король · c2 білий пішак · d2 біла тура · e2 чорний пішак · e1 білий король · g1 чорний слон | f7 білий ферзь · d6 білий пішак · e6 білий кінь · g6 білий пішак · d5 білий пішак · e5 біла тура · h5 чорний слон · c4 чорний пішак · e4 чорний кінь · h4 чорна тура · e3 чорний король · c2 білий пішак · d2 біла тура · e2 чорний пішак · e1 білий король · g1 чорний слон | f7 білий ферзь · d6 білий пішак · e6 білий кінь · g6 білий пішак · d5 білий пішак · e5 біла тура · h5 чорний слон · c4 чорний пішак · e4 чорний кінь · h4 чорна тура · e3 чорний король · c2 білий пішак · d2 біла тура · e2 чорний пішак · e1 білий король · g1 чорний слон | f7 білий ферзь · d6 білий пішак · e6 білий кінь · g6 білий пішак · d5 білий пішак · e5 біла тура · h5 чорний слон · c4 чорний пішак · e4 чорний кінь · h4 чорна тура · e3 чорний король · c2 білий пішак · d2 біла тура · e2 чорний пішак · e1 білий король · g1 чорний слон | f7 білий ферзь · d6 білий пішак · e6 білий кінь · g6 білий пішак · d5 білий пішак · e5 біла тура · h5 чорний слон · c4 чорний пішак · e4 чорний кінь · h4 чорна тура · e3 чорний король · c2 білий пішак · d2 біла тура · e2 чорний пішак · e1 білий король · g1 чорний слон | f7 білий ферзь · d6 білий пішак · e6 білий кінь · g6 білий пішак · d5 білий пішак · e5 біла тура · h5 чорний слон · c4 чорний пішак · e4 чорний кінь · h4 чорна тура · e3 чорний король · c2 білий пішак · d2 біла тура · e2 чорний пішак · e1 білий король · g1 чорний слон | 2 |
| 1 | f7 білий ферзь · d6 білий пішак · e6 білий кінь · g6 білий пішак · d5 білий пішак · e5 біла тура · h5 чорний слон · c4 чорний пішак · e4 чорний кінь · h4 чорна тура · e3 чорний король · c2 білий пішак · d2 біла тура · e2 чорний пішак · e1 білий король · g1 чорний слон | f7 білий ферзь · d6 білий пішак · e6 білий кінь · g6 білий пішак · d5 білий пішак · e5 біла тура · h5 чорний слон · c4 чорний пішак · e4 чорний кінь · h4 чорна тура · e3 чорний король · c2 білий пішак · d2 біла тура · e2 чорний пішак · e1 білий король · g1 чорний слон | f7 білий ферзь · d6 білий пішак · e6 білий кінь · g6 білий пішак · d5 білий пішак · e5 біла тура · h5 чорний слон · c4 чорний пішак · e4 чорний кінь · h4 чорна тура · e3 чорний король · c2 білий пішак · d2 біла тура · e2 чорний пішак · e1 білий король · g1 чорний слон | f7 білий ферзь · d6 білий пішак · e6 білий кінь · g6 білий пішак · d5 білий пішак · e5 біла тура · h5 чорний слон · c4 чорний пішак · e4 чорний кінь · h4 чорна тура · e3 чорний король · c2 білий пішак · d2 біла тура · e2 чорний пішак · e1 білий король · g1 чорний слон | f7 білий ферзь · d6 білий пішак · e6 білий кінь · g6 білий пішак · d5 білий пішак · e5 біла тура · h5 чорний слон · c4 чорний пішак · e4 чорний кінь · h4 чорна тура · e3 чорний король · c2 білий пішак · d2 біла тура · e2 чорний пішак · e1 білий король · g1 чорний слон | f7 білий ферзь · d6 білий пішак · e6 білий кінь · g6 білий пішак · d5 білий пішак · e5 біла тура · h5 чорний слон · c4 чорний пішак · e4 чорний кінь · h4 чорна тура · e3 чорний король · c2 білий пішак · d2 біла тура · e2 чорний пішак · e1 білий король · g1 чорний слон | f7 білий ферзь · d6 білий пішак · e6 білий кінь · g6 білий пішак · d5 білий пішак · e5 біла тура · h5 чорний слон · c4 чорний пішак · e4 чорний кінь · h4 чорна тура · e3 чорний король · c2 білий пішак · d2 біла тура · e2 чорний пішак · e1 білий король · g1 чорний слон | f7 білий ферзь · d6 білий пішак · e6 білий кінь · g6 білий пішак · d5 білий пішак · e5 біла тура · h5 чорний слон · c4 чорний пішак · e4 чорний кінь · h4 чорна тура · e3 чорний король · c2 білий пішак · d2 біла тура · e2 чорний пішак · e1 білий король · g1 чорний слон | 1 |
|   | a | b | c | d | e | f | g | h |   |

FEN: 8/5Q2/3PN1P1/3PR2b/2p1n2r/4k3/2PRp3/4K1b1
1. ... Rg4 2. Rxe2#
1. ... Bg4 2. Qf4#
1. Sg5! ~ Zz
1. ... Rg4 2. Qf3#
1. ... Bg4 2. Rxe4#
- — - — - — -
1. ... Tf4 2. Da7#
В задачі вперше виражено  переміну матів у відповідь на перекриття Грімшоу.
|   | a | b | c | d | e | f | g | h |   |
| 8 | a8 білий король · c8 чорний король · b7 біла тура · h7 чорна тура · h5 чорний слон · a4 білий ферзь · c4 білий слон | a8 білий король · c8 чорний король · b7 біла тура · h7 чорна тура · h5 чорний слон · a4 білий ферзь · c4 білий слон | a8 білий король · c8 чорний король · b7 біла тура · h7 чорна тура · h5 чорний слон · a4 білий ферзь · c4 білий слон | a8 білий король · c8 чорний король · b7 біла тура · h7 чорна тура · h5 чорний слон · a4 білий ферзь · c4 білий слон | a8 білий король · c8 чорний король · b7 біла тура · h7 чорна тура · h5 чорний слон · a4 білий ферзь · c4 білий слон | a8 білий король · c8 чорний король · b7 біла тура · h7 чорна тура · h5 чорний слон · a4 білий ферзь · c4 білий слон | a8 білий король · c8 чорний король · b7 біла тура · h7 чорна тура · h5 чорний слон · a4 білий ферзь · c4 білий слон | a8 білий король · c8 чорний король · b7 біла тура · h7 чорна тура · h5 чорний слон · a4 білий ферзь · c4 білий слон | 8 |
| 7 | a8 білий король · c8 чорний король · b7 біла тура · h7 чорна тура · h5 чорний слон · a4 білий ферзь · c4 білий слон | a8 білий король · c8 чорний король · b7 біла тура · h7 чорна тура · h5 чорний слон · a4 білий ферзь · c4 білий слон | a8 білий король · c8 чорний король · b7 біла тура · h7 чорна тура · h5 чорний слон · a4 білий ферзь · c4 білий слон | a8 білий король · c8 чорний король · b7 біла тура · h7 чорна тура · h5 чорний слон · a4 білий ферзь · c4 білий слон | a8 білий король · c8 чорний король · b7 біла тура · h7 чорна тура · h5 чорний слон · a4 білий ферзь · c4 білий слон | a8 білий король · c8 чорний король · b7 біла тура · h7 чорна тура · h5 чорний слон · a4 білий ферзь · c4 білий слон | a8 білий король · c8 чорний король · b7 біла тура · h7 чорна тура · h5 чорний слон · a4 білий ферзь · c4 білий слон | a8 білий король · c8 чорний король · b7 біла тура · h7 чорна тура · h5 чорний слон · a4 білий ферзь · c4 білий слон | 7 |
| 6 | a8 білий король · c8 чорний король · b7 біла тура · h7 чорна тура · h5 чорний слон · a4 білий ферзь · c4 білий слон | a8 білий король · c8 чорний король · b7 біла тура · h7 чорна тура · h5 чорний слон · a4 білий ферзь · c4 білий слон | a8 білий король · c8 чорний король · b7 біла тура · h7 чорна тура · h5 чорний слон · a4 білий ферзь · c4 білий слон | a8 білий король · c8 чорний король · b7 біла тура · h7 чорна тура · h5 чорний слон · a4 білий ферзь · c4 білий слон | a8 білий король · c8 чорний король · b7 біла тура · h7 чорна тура · h5 чорний слон · a4 білий ферзь · c4 білий слон | a8 білий король · c8 чорний король · b7 біла тура · h7 чорна тура · h5 чорний слон · a4 білий ферзь · c4 білий слон | a8 білий король · c8 чорний король · b7 біла тура · h7 чорна тура · h5 чорний слон · a4 білий ферзь · c4 білий слон | a8 білий король · c8 чорний король · b7 біла тура · h7 чорна тура · h5 чорний слон · a4 білий ферзь · c4 білий слон | 6 |
| 5 | a8 білий король · c8 чорний король · b7 біла тура · h7 чорна тура · h5 чорний слон · a4 білий ферзь · c4 білий слон | a8 білий король · c8 чорний король · b7 біла тура · h7 чорна тура · h5 чорний слон · a4 білий ферзь · c4 білий слон | a8 білий король · c8 чорний король · b7 біла тура · h7 чорна тура · h5 чорний слон · a4 білий ферзь · c4 білий слон | a8 білий король · c8 чорний король · b7 біла тура · h7 чорна тура · h5 чорний слон · a4 білий ферзь · c4 білий слон | a8 білий король · c8 чорний король · b7 біла тура · h7 чорна тура · h5 чорний слон · a4 білий ферзь · c4 білий слон | a8 білий король · c8 чорний король · b7 біла тура · h7 чорна тура · h5 чорний слон · a4 білий ферзь · c4 білий слон | a8 білий король · c8 чорний король · b7 біла тура · h7 чорна тура · h5 чорний слон · a4 білий ферзь · c4 білий слон | a8 білий король · c8 чорний король · b7 біла тура · h7 чорна тура · h5 чорний слон · a4 білий ферзь · c4 білий слон | 5 |
| 4 | a8 білий король · c8 чорний король · b7 біла тура · h7 чорна тура · h5 чорний слон · a4 білий ферзь · c4 білий слон | a8 білий король · c8 чорний король · b7 біла тура · h7 чорна тура · h5 чорний слон · a4 білий ферзь · c4 білий слон | a8 білий король · c8 чорний король · b7 біла тура · h7 чорна тура · h5 чорний слон · a4 білий ферзь · c4 білий слон | a8 білий король · c8 чорний король · b7 біла тура · h7 чорна тура · h5 чорний слон · a4 білий ферзь · c4 білий слон | a8 білий король · c8 чорний король · b7 біла тура · h7 чорна тура · h5 чорний слон · a4 білий ферзь · c4 білий слон | a8 білий король · c8 чорний король · b7 біла тура · h7 чорна тура · h5 чорний слон · a4 білий ферзь · c4 білий слон | a8 білий король · c8 чорний король · b7 біла тура · h7 чорна тура · h5 чорний слон · a4 білий ферзь · c4 білий слон | a8 білий король · c8 чорний король · b7 біла тура · h7 чорна тура · h5 чорний слон · a4 білий ферзь · c4 білий слон | 4 |
| 3 | a8 білий король · c8 чорний король · b7 біла тура · h7 чорна тура · h5 чорний слон · a4 білий ферзь · c4 білий слон | a8 білий король · c8 чорний король · b7 біла тура · h7 чорна тура · h5 чорний слон · a4 білий ферзь · c4 білий слон | a8 білий король · c8 чорний король · b7 біла тура · h7 чорна тура · h5 чорний слон · a4 білий ферзь · c4 білий слон | a8 білий король · c8 чорний король · b7 біла тура · h7 чорна тура · h5 чорний слон · a4 білий ферзь · c4 білий слон | a8 білий король · c8 чорний король · b7 біла тура · h7 чорна тура · h5 чорний слон · a4 білий ферзь · c4 білий слон | a8 білий король · c8 чорний король · b7 біла тура · h7 чорна тура · h5 чорний слон · a4 білий ферзь · c4 білий слон | a8 білий король · c8 чорний король · b7 біла тура · h7 чорна тура · h5 чорний слон · a4 білий ферзь · c4 білий слон | a8 білий король · c8 чорний король · b7 біла тура · h7 чорна тура · h5 чорний слон · a4 білий ферзь · c4 білий слон | 3 |
| 2 | a8 білий король · c8 чорний король · b7 біла тура · h7 чорна тура · h5 чорний слон · a4 білий ферзь · c4 білий слон | a8 білий король · c8 чорний король · b7 біла тура · h7 чорна тура · h5 чорний слон · a4 білий ферзь · c4 білий слон | a8 білий король · c8 чорний король · b7 біла тура · h7 чорна тура · h5 чорний слон · a4 білий ферзь · c4 білий слон | a8 білий король · c8 чорний король · b7 біла тура · h7 чорна тура · h5 чорний слон · a4 білий ферзь · c4 білий слон | a8 білий король · c8 чорний король · b7 біла тура · h7 чорна тура · h5 чорний слон · a4 білий ферзь · c4 білий слон | a8 білий король · c8 чорний король · b7 біла тура · h7 чорна тура · h5 чорний слон · a4 білий ферзь · c4 білий слон | a8 білий король · c8 чорний король · b7 біла тура · h7 чорна тура · h5 чорний слон · a4 білий ферзь · c4 білий слон | a8 білий король · c8 чорний король · b7 біла тура · h7 чорна тура · h5 чорний слон · a4 білий ферзь · c4 білий слон | 2 |
| 1 | a8 білий король · c8 чорний король · b7 біла тура · h7 чорна тура · h5 чорний слон · a4 білий ферзь · c4 білий слон | a8 білий король · c8 чорний король · b7 біла тура · h7 чорна тура · h5 чорний слон · a4 білий ферзь · c4 білий слон | a8 білий король · c8 чорний король · b7 біла тура · h7 чорна тура · h5 чорний слон · a4 білий ферзь · c4 білий слон | a8 білий король · c8 чорний король · b7 біла тура · h7 чорна тура · h5 чорний слон · a4 білий ферзь · c4 білий слон | a8 білий король · c8 чорний король · b7 біла тура · h7 чорна тура · h5 чорний слон · a4 білий ферзь · c4 білий слон | a8 білий король · c8 чорний король · b7 біла тура · h7 чорна тура · h5 чорний слон · a4 білий ферзь · c4 білий слон | a8 білий король · c8 чорний король · b7 біла тура · h7 чорна тура · h5 чорний слон · a4 білий ферзь · c4 білий слон | a8 білий король · c8 чорний король · b7 біла тура · h7 чорна тура · h5 чорний слон · a4 білий ферзь · c4 білий слон | 1 |
|   | a | b | c | d | e | f | g | h |   |

FEN: K1k5/1R5r/8/7b/Q1B5/8/8/8
1. ... Rf7 2. Qe8#
1. ... Bf7 2. Qd7#
1. Bf7! ~ 2. Qe8, Qd7#
1. ... Rf7 2. Qe8#
1. ... Bf7 2. Qd7#
В ілюзорній грі проходить перекриття Грімшоу, а в дійсній грі — перекриття Новотного. Синтез двох ідей виражено в мініатюрі.